# Diocèse de Yanggu
Le diocèse de Yanggu ou Yangkou (en latin: Diocoesis Iamcuvensis) est un diocèse de l'Église catholique de Chine suffragant de l'archidiocèse de Jinan (ou Tsinan). Son siège est dans la ville de Yanggu, dans la province du Shandong.

## Historique
- 13 décembre 1933: fondation de la préfecture apostolique de Yangkou détachée du vicariat apostolique de Yenchowfu
- 11 juillet 1939: élevé au statut de vicariat apostolique
- 11 avril 1946: élevé au rang de diocèse par la bulle de Pie XII Quotidie Nos[1].

## Ordinaires
- Thomas Tien Ken-sin, svd, 11 juillet 1939 - 10 novembre 1942
- Thomas Niu Hui-qing, 12 janvier 1943 - 28 février 1973

Les autorités gouvernementales communistes chinoises ont regroupé le diocèse de Yanggu et la préfecture apostolique de Linqing pour créer le diocèse de Liaocheng, non reconnu par le Saint-Siège

## Statistiques
Le diocèse comptait en 1960 dix mille deux cent-trente-sept baptisés pour une population d'un million quatre-cent trente mille habitants, répartis en quatre paroisses desservies par quarante et un prêtres séculiers, douze prêtres réguliers et vingt-six religieuses.

## Source
- Annuaire pontifical, 2002